# Tacatuzumab tetraxetan
L'yttrium (90Y) tacatuzumab tetraxetan nome commerciale AFP-Cide è un anticorpo monoclonale umanizzato studiato per varie forme tumorali.
L'anticorpo tacatuzumab, è legato con un chelante per l'yttrium-90, un radioisotopo che è capace di distruggere le cellule tumorali.
Il chelante tetraxetan è l'Acido 1,4,7,10-tetraazaciclododecano-1,4,7,10-tetraacetico.
L'anticorpo è legato ad uno dei gruppi carbossilici come ammide mentre gli altri tre gruppi sono carbossilati con anioni che neutralizzano la positività dello ione ittrio.
Il target molecolare del farmaco è l'antigene: α-fetoproteina.

### Tacatuzumab tetraxetan
- (EN) National Archives and Records Administration, Office of the Federal Register e United States, United States Statutes at Large, V. 121, 2007, 110th Congress, First Session, Pts. 1-2, Government Printing Office,  pp. 2663–.
- (PL) Pavel Klener, Pavel Klener e jr., Nová protinádorová léčiva a léčebné strategie v onkologii, Grada Publishing a.s.,  pp. 81–, ISBN 978-80-247-2808-7.